# Bütthard
Bütthard è un comune-mercato tedesco di 1 286 abitanti, situato nel land della Baviera.